# Cons

컴퓨터 프로그래밍에서 cons(/ˈkɒnz/ 또는 /ˈkɒns/)는 리스프 프로그래밍 언어의 대부분 방언에서 기본 함수이다. cons는 두 개의 값 또는 두 개의 값에 대한 포인터를 보유하는 메모리 개체를 구성한다. 리스프 전문 용어에서 "to cons x on y"라는 표현은 (cons x y)를 사용하여 새 개체를 구성한다는 의미이다.
인수가 제공된 새 객체를 생성하는 생성자의 객체 지향 개념과 느슨하게 관련되어 있으며 대수적 자료형 시스템의 생성자 함수와 더 밀접하게 관련되어 있다.
"cons"라는 단어와 "to cons on"과 같은 표현도 보다 일반적인 함수형 프로그래밍 전문 용어의 일부이다. 특히 목록 처리와 관련하여 비슷한 목적을 가진 연산자를 "cons"라고 발음하는 경우가 있다. (좋은 예는 목록의 시작 부분에 요소를 추가하는 ML, 스칼라, F#, Lean, Coq 및 Elm의 :: 연산자 또는 하스켈의 : 연산자이다.)

## 같이 보기
- 리스프
- 생성자
- 대수적 자료형